# 多利納 (奧布希夫區)
50°3′33″N 30°42′15″E / 50.05917°N 30.70417°E
多利納（烏克蘭語：Долина）是位於烏克蘭北部的村莊，由基辅州奧布希夫區的奧布希夫市鎮負責管轄。該村始建於1650年，面積2.08平方公里，海拔高度169米，2001年人口473，人口密度每平方公里227.4人。